# Terminal 2000 (Tel Awiw)
Terminal 2000 (hebr. מסוף 2000) – dworzec autobusowy położony w osiedlu Ha-Cafon ha-Chadasz w mieście Tel Awiwie, w Izraelu. Znajduje się w sąsiedztwie głównego dworca kolejowego Tel Awiw Merkaz przy autostradzie Ayalon, u zbiegu Al. Parashat Drachim, oraz ulic Menachem Begina i Ya'akov Dori.

## Nazwa
Nazwa dworca pochodzi od numeru budynku na planie miasta - nr. 2000. Czasami jest także nazywany Terminal Arlozorov, od nazwy węzła drogowego na autostradzie Ayalon, przy którym się znajduje.

## Historia

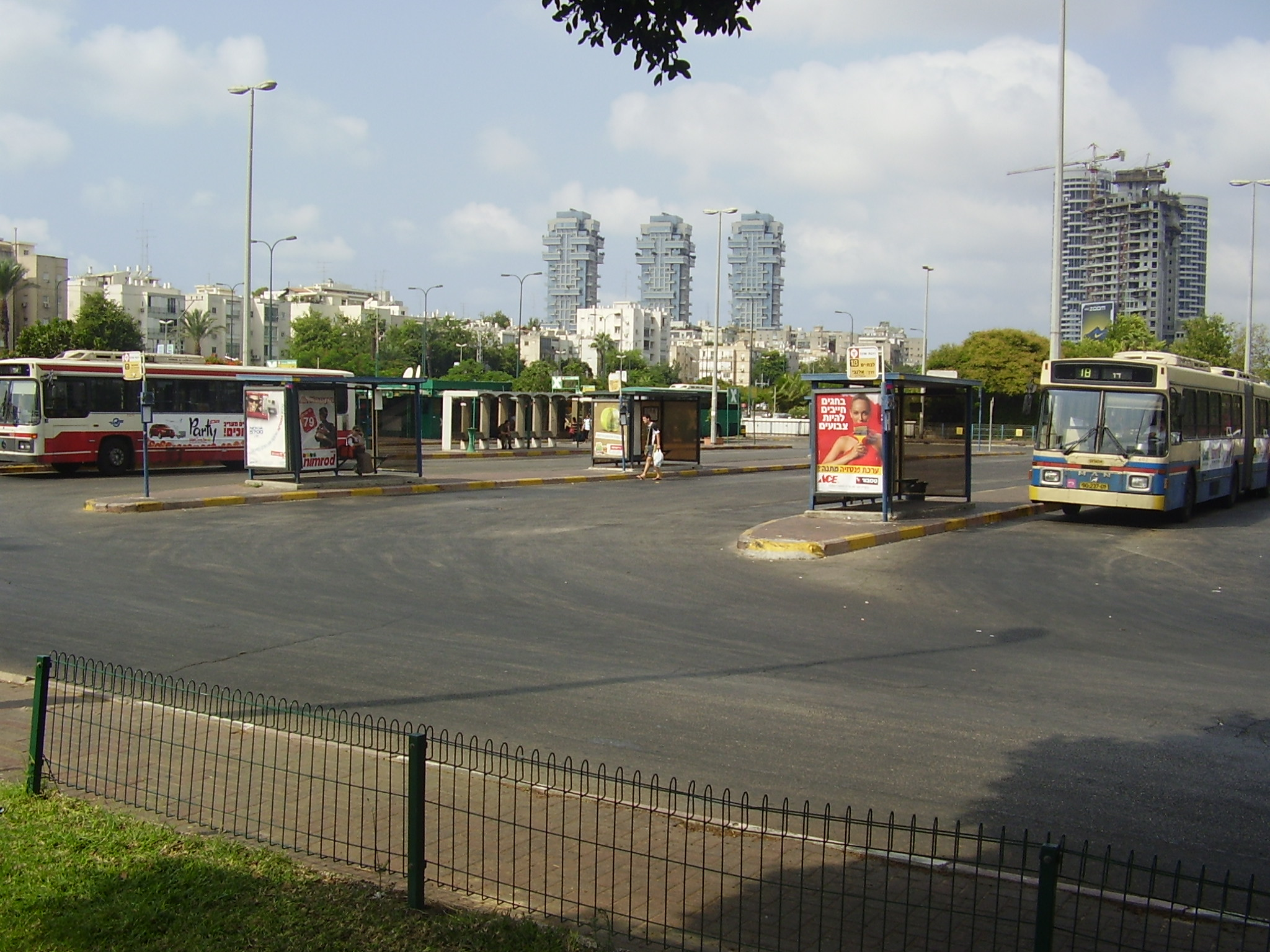
Przystanki na dworcu autobusowym Terminal 2000

Plan budowy dworca opracował architekt Moti Checker. Uroczystość otwarcie dworca autobusowego odbyła się 1 sierpnia 1990.

## Dane ogólne
Dworzec autobusowy jest częścią węzła komunikacyjnego Tel Awiwu, który odgrywa ważną rolę zarówno w krótko jak i długodystansowym transporcie publicznym Izraela.
Terminal znajduje się na otwartym powietrzu. Na terminalu są przystanki autobusowe firm Egged, Dan, Kavim, Metropoline, Connex, Superbus i Nateev Express.
Przy dworcu znajduje się duży parking samochodowy.